# Saltos ornamentais no Campeonato Europeu de Esportes Aquáticos de 2014 - Trampolim 1 m individual masculino
A prova do trampolim 1 m individual masculino dos saltos ornamentais no Campeonato Europeu de Esportes Aquáticos de 2014 foi realizada no dia 19 de agosto em Berlim, na Alemanha. 

## Calendário
| Fase       | Data         | Hora  |
| ---------- | ------------ | ----- |
| Preliminar | 19 de agosto | 10:00 |
| Final      | 19 de agosto | 14:00 |

Todos os horários estão no horário local (UTC+1)

## Medalhistas
| Ouro                   | Prata                  | Bronze                |
| Patrick Hausding (GER) | Evgeny Kuznetsov (RUS) | Matthieu Rosset (FRA) |

## Resultados
Esses foram os resultados da competição.
| Pos.              | Saltador               | Nacionalidade | Preliminar | Preliminar | Final  | Final |
| Pos.              | Saltador               | Nacionalidade | Pontos     | Pos.       | Pontos | Pos.  |
| ----------------- | ---------------------- | ------------- | ---------- | ---------- | ------ | ----- |
| Medalha de ouro   | Patrick Hausding       | Alemanha      | 388.60     | 2          | 428.65 | 1     |
| Medalha de prata  | Evgeny Kuznetsov       | Rússia        | 398.75     | 1          | 422.40 | 2     |
| Medalha de bronze | Matthieu Rosset        | França        | 373.35     | 5          | 420.10 | 3     |
| 4                 | Evgenii Novoselov      | Rússia        | 371.90     | 7          | 409.35 | 4     |
| 5                 | Oliver Homuth          | Alemanha      | 372.85     | 6          | 394.05 | 5     |
| 6                 | Giovanni Tocci         | Itália        | 387.25     | 3          | 391.40 | 6     |
| 7                 | Jack Laugher           | Reino Unido   | 344.30     | 11         | 386.50 | 7     |
| 8                 | Constantin Blaha       | Áustria       | 370.15     | 8          | 383.05 | 8     |
| 9                 | Andrzej Rzeszutek      | Polónia       | 353.55     | 10         | 382.20 | 9     |
| 10                | Oleg Kolodiy           | Ucrânia       | 375.10     | 4          | 377.55 | 10    |
| 11                | Kacper Lesiak          | Polónia       | 337.25     | 12         | 350.70 | 11    |
| 12                | James Denny            | Reino Unido   | 355.10     | 9          | 329.15 | 12    |
| 13                | Vinko Paradzik         | Suécia        | 336.20     | 13         |        |       |
| 14                | Alberto Arévalo        | Espanha       | 320.95     | 14         |        |       |
| 15                | Oleksandr Gorshkovozov | Ucrânia       | 319.45     | 15         |        |       |
| 16                | Stefanos Paparounas    | Grécia        | 317.90     | 16         |        |       |
| 17                | Benjamin Auffret       | França        | 314.20     | 17         |        |       |
| 18                | Fabian Brandl          | Áustria       | 305.10     | 18         |        |       |
| 19                | Jesper Tolvers         | Suécia        | 287.90     | 19         |        |       |
| 20                | Yorick de Bruijn       | Países Baixos | 276.05     | 20         |        |       |
| 21                | Botond Bóta            | Hungria       | 275.40     | 21         |        |       |
| 22                | Johannes van Etten     | Países Baixos | 269.25     | 22         |        |       |
| 23                | Espen Bergslien        | Noruega       | 265.30     | 23         |        |       |
| 24                | Jouni Kallunki         | Finlândia     | 261.20     | 24         |        |       |
| 25                | Michail Fafalis        | Grécia        | 252.60     | 25         |        |       |
| 26                | Espen Valheim          | Noruega       | 231.45     | 26         |        |       |